# Hipótese do continuum
A hipótese do continuum é uma conjectura proposta por Georg Cantor. Esta conjectura consiste no seguinte:
Não existe nenhum conjunto com cardinalidade maior que a do conjunto dos números inteiros e menor que a do conjunto dos números reais.
Aqui mais elementos e menos elementos tem um sentido muito preciso (ver número cardinal). Esta hipótese foi o número um dos 23 Problemas de Hilbert apresentados na conferência do Congresso Internacional de Matemática de 1900, o que levou a que fosse estudada profundamente durante o século XX.

## Nem verdadeira nem falsa
Cantor acreditava que a conjectura era verdadeira. No entanto:
- em 1938[1], Kurt Gödel demonstrou que a negação da hipótese do continuum não poderia ser provada a partir dos axiomas de Zermelo-Fraenkel mais escolha, se eles são consistentes.
- em 1963, Paul Cohen demonstrou que a hipótese do continuum também não poderia ser provada a partir dos mesmos axiomas, se eles são consistentes.

Deste modo a hipótese do continuum é independente dos axiomas de Zermelo-Fraenkel. Esta independência leva alguns matemáticos a considerarem que os axiomas de Zermelo-Fraenkel não são os mais suficientes para resolver problemas significativos da teoria de conjuntos e que deveriam ser considerados axiomas adicionais para tornar esta hipótese verdadeira ou falsa. Em particular, Gödel, apesar de ter demonstrado a sua consistência, considerava a possibilidade de que novos axiomas permitissem refutar a Hipótese do Contínuo.

## Hipótese do Continuum generalizada
Aleph (א) é uma letra usada para representar cardinais infinitos. A cardinalidade dos conjunto dos números inteiros é {\displaystyle \aleph _{0}}, o cardinal seguinte é {\displaystyle \aleph _{1}}, etc. Usando os números cardinais א, a hipótese do Continuum pode ser escrita como:
{\displaystyle \aleph _{1}=2^{\aleph _{0}}}
A generalização desta hipótese (que não pode ser provada a partir dela) é que para qualquer ordinal {\displaystyle \alpha }:
{\displaystyle \aleph _{\alpha +1}=2^{\aleph _{\alpha }}}
Um cuidado deve ser observado na fórmula acima: o tratamento de α + 1 usa aritmética ordinal enquanto que o tratamento de {\displaystyle 2^{\aleph _{\alpha }}\,} usa aritmética cardinal; todo número ordinal  é, por definição, um número cardinal, mas a recíproca não é verdadeira.

## Cardinalidade do contínuo
Em ZFC, a teoria dos conjuntos com os axiomas de Zermelo-Fraenkel mais o axioma da escolha, a cardinalidade do contínuo está muito indeterminada. O primeiro resultado negativo foi demonstrado por König, sobre os valores que o contínuo não pode tomar, pois o denominado teorema de König mostra:
{\displaystyle \mathbf {ZFC} \vdash 2^{\aleph _{0}}\neq \aleph _{\omega }\,}
O mesmo acontece para outros cardinais de cofinalidade {\displaystyle \omega ^{\,}}:
{\displaystyle \mathbf {ZFC} \vdash 2^{\aleph _{0}}\neq \aleph _{\omega +\omega }\,}
{\displaystyle \mathbf {ZFC} \vdash 2^{\aleph _{0}}\neq \aleph _{\omega _{\omega }}\,}

Seja {\displaystyle {\mbox{Con}}\left(T\right)} o enunciado "{\displaystyle T^{\,}} é consistente". Como enunciado acima, Gödel demonstrou:
{\displaystyle {\mbox{Con}}\left(\mathbf {ZFC} \right)\Rightarrow {\mbox{Con}}\left(\mathbf {ZFC} +2^{\aleph _{0}}=\aleph _{1}\right)}
Usando forçamento (forcing) os seguintes resultados podem ser demonstrados:
{\displaystyle {\mbox{Con}}\left(\mathbf {ZFC} \right)\Rightarrow {\mbox{Con}}\left(\mathbf {ZFC} +2^{\aleph _{0}}=\aleph _{n}\right)}
para qualquer {\displaystyle n\geq 2}. De maneira mais geral, o contínuo pode ser qualquer cardinal regular não enumerável. Por exemplo:
{\displaystyle {\mbox{Con}}\left(\mathbf {ZFC} \right)\Rightarrow {\mbox{Con}}\left(\mathbf {ZFC} +2^{\aleph _{0}}=\aleph _{\omega +42}\right)}
{\displaystyle {\mbox{Con}}\left(\mathbf {ZFC} \right)\Rightarrow {\mbox{Con}}\left(\mathbf {ZFC} +2^{\aleph _{0}}=\aleph _{\omega _{1}}\right)}
Se denominarmos WI o enunciado "existe um cardinal fracamente inacessível", então vale:
{\displaystyle {\mbox{Con}}\left(\mathbf {ZFC+WI} \right)\Rightarrow {\mbox{Con}}\left(\mathbf {ZFC} +{\mbox{``}}2^{\aleph _{0}}\;\;{\mbox{é fracamente inacessível''}}\right)}